# Ulvhild Håkonsdatter
Ulvhild Håkonsdatter (* 1095/1100; † 1148) war in drei Ehen zweimal Königin von Schweden und einmal von Dänemark.

## Leben
Über Ulvhilds Jugend und erste Ehe gibt es keine gesicherten Quellen. Sie war vermutlich eine Tochter des norwegischen Magnaten Hakon Finnson – eines Nachkommen des großen norwegischen Skalden Eyvindr Skáldaspillir (* um 920, † 990) aus der Familie Thjotta. Um 1116 heiratete sie den schwedischen König Inge den Jüngeren. Um 1123 starb Inge, der Legende nach von Ulvhild vergiftet.

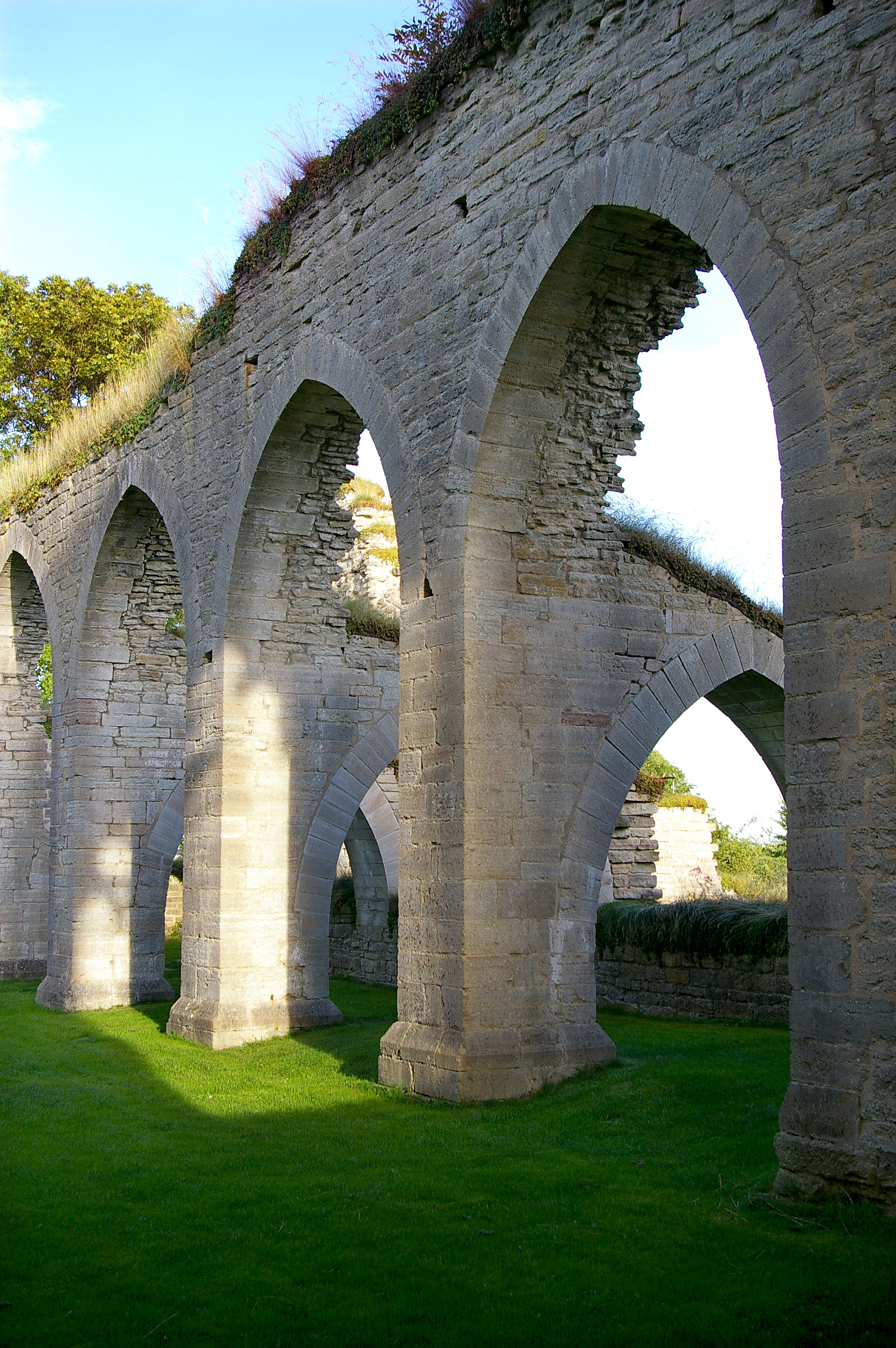
Ruine des Klosters Alvastra, in dem Ulvhild beigesetzt wurde.

Nach seinem Tod zog sie nach Dänemark und heiratete dort den verwitweten König Niels Svensson. Auch diese Ehe blieb kinderlos. Nach Saxo Grammaticus entführte Sverker I. von Schweden sie und machte sie zu seiner Frau. Als Brautgeschenk soll sie ein Stück Land bekommen haben, das sie und Sverker 1143 für den Bau  des ersten Zisterzienserklosters Schwedens, Alvastra, stifteten. Nach ihrem Tod 1148 wurde sie dort beigesetzt. Sverker heiratete Rikissa von Polen, die als Ehefrau von Ulvhilds Stiefsohn aus ihrer zweiten Ehe, Magnus Nielsson, bereits Ulvhilds Vorgängerin als Königin von Schweden gewesen war. Ulvhilds Tochter Helena heiratete Rikissas Sohn.

## Nachkommen
Aus der Ehe mit Sverker I.:
- Karl VII. Sverkersson († ermordet 12. April 1167), König von Schweden (1161–1167), ⚭ 1163  Christine Stigsdotter, Tochter von Stig Hvitaledhr  und der Margarete Prinzessin von Dänemark 
  - Dessen Sohn war Sverker II. Karlsson,  König von Schweden (1196–1208)
- Helena Sverkersdotter (* um 1130, † nach 1158),  ⚭ 1156 Knut V. Magnusson 1147 König von Jütland, 1154–1157 Mit-König von Dänemark, † ermordet  9. August 1157
- Prinz Jon Sverkersson († ermordet 1153/54), Jarl in Schweden
- Prinzessin Ingegerd Sverkersdotter († 1204); ab 1164 Priorin des Klosters Vreta
- Möglicherweise auch ein Sohn Sune Sik.
  - Dessen Tochter Ingrid Ylva  ⚭ 1195  Magnus Minnesköld, wurde über ihren Sohn Birger Jarl zur Stammmutter der Könige von Schweden 1250–1364, Könige von Norwegen (1380–1387) und Könige von Dänemark (1376–1387) aus dem Haus der Folkunger.[4]